# Museo Casa Grande
El Museo Casa Grande, es un museo ubicado en el Mineral del Monte, en el estado de Hidalgo, México. Este museo es dependiente de la Universidad Autónoma del Estado de Hidalgo.

## Historia
Construida entre los años 1765 y 1769, y fue la residencia de descanso de, Pedro Romero de Terreros. La edificación fue terminada por la Compañía de Aventureros de las Minas de Pachuca y Real del Monte. Su uso fue muy similar al dado por largas épocas a de las Cajas Reales en Pachuca. El inmueble, después se habilitó para albergar a la desaparecida, Escuela Secundaria Himno Nacional y posteriormente funcionó en este recinto la Primaria Ignacio Manuel Altamirano. También fue sede del Sindicato Minero.
Las autoridades de la Universidad Autónoma del Estado de Hidalgo, solicitan a la H. Ayuntamiento de Mineral del Monte, la donación de este inmueble. En diciembre de 2007 se formaliza el inicio de los trabajos de intervención arquitectónica para la primera etapa. En 2009 se desarrolla la segunda etapa de restauración, intervención arquitectónica y obras adicionales. En 2011 concluye la restauración, teniendo un costo de más de 16 millones de pesos; por determinación de la Ley Federal sobre Monumentos y Zonas Arqueológicas, Artísticos e Históricos, el Instituto Nacional de Antropología e Historia (INAH), le confiere el título de Monumento Histórico.

## Arquitectura
El diseño presenta un modesto estilo neoclásico, que se aprecia por el tratamiento en cantera de su portal de acceso y las molduras que rematan el entrepiso y los pretiles. El edificio fue planeada con un esquema de patio central. Cuenta con 1280 m² construidos dentro de los cuales alberga ocho salas de exposición, área administrativa, site, subestación y servicios sanitarios.

## Exposiciones temporales
Entre algunas de las exposiciones que se han exhibido en el museo están:
- "El Huevo Azul en Peligro de Extinción" de Jorge González Pérez, es una retrospectiva de la carrera de González durante 40 años, sobre la devastación del medio ambiente que deja una reflexión del daño al entorno. La colección es una curaduría realizada con 71 obras.[5][6]
- Exposición "Minero" por Gabriela Sodi, exhibición que comparte una crónica visual de como la minería transforma la identidad.[7]
- Exposición Pictórica "Mayahuél" de Jorge González Pérez, ha procurado durante su carrera plástica como principal fundamento, la preservación del entorno natural, su visión hacia la devastación del entorno.[8]
- "La vida es un saxofón" de Javier Vázquez Estupiñán, conocido artísticamento como Jazzamoart; la exposición consta de 50 piezas entre oleos en su mayoría de gran formato y esculturas; está inspirada en su gran amor al jazz e influenciada por las vanguardias del siglo XX como el cubismo e impresionismo.[9][10]
- "Naciones Raptadas" de Marcus Bleasdale. La colección contempla 53 obras en las que narra la vida diaria de tres naciones que atraviesan conflictos armados y explotación; la República Centroafricana, República Democrática del Congo, y Tanzania.[11][12]
- Exposición Homenaje "100 Años de Raúl Anguiano", en honor a Raúl Anguiano, un pintor, muralista y grabador.[13]
- "Exposición Transición Visual" de Ismael Guardado, en su exposición donde se observa arte-objeto, óleos, grabados y cuadros.[14]
- "Patrimonio Artístico Universitario", a través de la donación en especie realizada por artistas reconocidos estatal, nacional e internacionalmente, la UAEH, ha ido acumulando desde 1993 una joven pero vasta colección. En la exhibición de esta colección se encuentras obras de José Hernández Delgadillo, Carlos Tomás Roque Flores, Gisela Cázares, Norma González Hermosillo, Isidro Ángel López Botalín, Ramce, Octavio Ocampo, Sidartha Jerathel Vidal Romero, Jesús Mora Luna, Víctor Rosas Duran, Antonio Villegas Contreras, Oscar Bachtol, Salvador Rivera, Salvador Rivera, Pedro Cervantes, Raúl Anguiano, Rosy Osuna, Gustavo Arias Murueta, Paulina Hinojosa, Eloy Trexo Trexo, Roberto Zambrano Bivian, Alfredo Alonso, Enrique Martínez, Gerardo Mota Leyva, María Rosa Bideau, Andrés Bautista, Francisco Pelón Astié, Emmanuel Geitz, Eduardo Quiroz Gutiérrez, y Francisco Goitia.[15]
- "Ahí, donde no soy" de Kimiko Yoshida en Festival Internacional de la Imagen 2013, se compone de 31 autorretratos frontales de una gran creatividad y una uniformidad estética.[16]
- "Exposición de la Academia a la Eternidad" de Byron Gálvez, una gran colección que muestra su trabajo desde los años 60 hasta el 2009.[17]